# Рэтклифф, Джим
Сэр Джеймс Артур Рэтклифф (англ. Sir James Arthur Ratcliffe; родился 18 октября 1952) — английский бизнесмен. Является председателем и исполнительным директором (CEO) транснациональной химической компании Ineos, которую он основал в 1998 году; её годовой оборот в 2019 году составил 15 млрд долларов США. Известен низкой медийной активностью, газета The Sunday Times описала его как «стесняющегося публичности» (англ. publicity shy). По состоянию на май 2018 года был самым богатым человеком Великобритании: его собственные активы оценивались в 21,05 млрд фунтов. В апреле 2020 года компания Bloomberg оценила его состояние в 28,2 млрд долларов США, по этому показателю он занял 55-е место в мире и 2-е место в Великобритании.

## Биография

### Образование и бизнес-активность
Джеймс родился в Фейлсуэрте (графство Ланкашир, ныне — графство Большой Манчестер) в семье столяра и работницы бухгалтерии. В 1974 году окончил Бирмингемский университет.
Первым местом его работы стал нефтяной гигант Esso. С 1978 по 1980 год Рэтклифф обучался финансовому делу и менеджменту в Лондонской школе бизнеса.
В 1998 году Рэтклифф основал химическую компанию Ineos в Гэмпшире (Великобритания). В 2010 году головной офис компании переехал из британского Гэмпшира в швейцарский Роль, что позволило снизить налоговые платежи компании на 100 млн фунтов в год. В 2015 году была открыта штаб-квартира компании Ineos в центре Лондона.
В списке богатейших людей Великобритании 2018 года Джеймс Рэтклифф занял первое место: его собственные активы оценивались в 21,05 млрд фунтов.
В феврале 2019 года было объявлено, что компания Ineos инвестирует 1 млрд фунтов стерлингов в нефтяную и химическую промышленность Великобритании, что включает в себя планы по реконструкции нефтепровода «Фортис», по которому транспортируется 40 % нефти и газа, добываемых Великобританией в Северном море, а также строительство электростанции на нефтеперерабатывающем заводе в Гранджемуте и химического завода Кингстон-апон-Халле.
В 2020 году Рэтклифф переехал из Гэмпшира в Монако, что позволило ему значительно снизить свои налоговые платежи.

### Владение спортивными командами
В ноябре 2017 года Рэтклифф стал владельцем футбольного клуба «Лозанна», выступающего в швейцарской Суперлиге.
В 2018 Рэтклифф совместно с Беном Эйнсли создали парусную команду Ineos Team UK, которая приняла участие в регате «Кубок Америки» в 2021 году. По некоторым данным, Рэтклифф инвестировал в проект 110 млн фунтов стерлингов.
В марте 2019 года приобрёл шоссейную велокоманду Team Sky, которая после этого стала назваться Team Ineos, а затем — Ineos Grenadiers. Команда выиграла Тур де Франс 2019 и Джиро д’Италия 2021 с колумбийским велогонщиком Эганом Берналем.
В августе 2019 года антимонопольный орган Франции разрешил приобретение Рэтклиффом футбольного клуба французской Лиги 1 «Ницца» за 100 млн евро.
В феврале 2020 года компания Рэтклиффа Ineos стала основным партнёром команды Mercedes AMG F1, подписав с ней пятилетний спонсорский контракт.
В апреле 2022 года пытался приобрести клуб английской Премьер-лиги «Челси», предложив за него 4,25 млрд фунтов стерлингов. Его предложение было отклонено.
В августе 2022 года публично объявил о желании приобрести клуб английской Премьер-лиги «Манчестер Юнайтед». В феврале 2023 года официально подал предложение о приобретении «Манчестер Юнайтед» у семейства Глейзеров. 24 декабря 2023 года было объявлено о приобретении Рэтклиффом 25 % акций «Манчестер Юнайтед». 20 февраля 2024 года компания Ineos Джима Рэтклиффа завершила приобретение 27,7 % акций «Манчестер Юнайтед». Семейство Глейзеров осталось мажоритарным акционером, однако Рэтклифф стал крупнейшим индивидуальным акционером клуба.

## Награды и достижения
В мае 2009 года Рэтклифф стал почётным членом Института химических инженеров за «последовательное лидерство в создании Ineos Group». В 2013 году получил награду «Нефтехимическое наследие» (англ. Petrochemical Heritage Award). В 2018 году получил титул рыцаря-бакалавра в знак признания заслуг «в бизнесе и инвестициях».